# Éolienne de La Postolle
L'éolienne de La Postolle est une éolienne Bollée située à La Postolle dans le département de l'Yonne (France).

## Localisation
L'éolienne Bollée de La Postolle, construite par l'ingénieur hydraulicien Auguste Bollée en 1898, est située sur la commune de La Postolle, route de Courroy au nord-est du département de l'Yonne, arrondissement de Sens.

## Description
Le mât de fer, tenu par six haubans, culmine à 14 m de hauteur et supporte un aéromoteur de 2,6 m de diamètre. À son pied se trouve l'édicule de pompage, en brique.

## Historique
Cette éolienne Bollée est construite en 1898 pour assurer l'alimentation en eau du lavoir du village.
Elle fonctionne jusqu'à ce qu'en 1965 soit mise en service une station de pompage. Faute d'entretien, l'éolienne se dégrade rapidement si bien qu'en 1973 le conseil municipal décide de la détruire,.
Une artiste née au village, Hélène Kaldonski, fonde en 1975 l'AREL (Association pour la restauration de l'éolienne de La Postolle, qu'elle préside jusqu'en 1980 et qui devient en 1998 l'Association pour le respect de l'historique de l'éolienne de La Postolle) ; elle rassemble la somme de 20 000 francs qui permettent sa remise en état.  
L'installation est inscrite aux Monuments historiques le 3 août 1976.
De nouveaux travaux de restauration sont lancés en 1992 pour un montant de 90 000 francs.
L'éolienne est aujourd'hui propriété de la commune.